# Scream/Childhood
"Scream/Childhood" foi um single formado pelas canções "Scream" e "Childhood", ambas interpretadas pelo cantor e compositor americano Michael Jackson, sendo a primeira uma parceria com sua irmã, a cantora Janet Jackson. Foi o single de estreia do álbum HIStory: Past, Present and Future – Book I, lançado pelo astro ainda em  1995. O single tinha como lado A a faixa "Scream" e, como lado B, "Childhood".

## Scream
Após o término da Dangerous World Tour, em meados de 1993, Michael Jackson passou a ser duramente criticado por toda a mídia global, em partes devido ao grande escândalo que foram as acusações de que o astro teria abusado sexualmente de menores. A imprensa, que já não via Michael com bons olhos devido ao fato dele nunca dar entrevistas, ajudou a colocar o caso de Jackson em evidência. Para atacá-lo cada vez mais, os tabloides acabaram criando um termo pejorativo, o famoso "Wacko Jacko", que em português soa como "Jacko Doido".
Com a vida pessoal exposta de forma distorcida em público e sem nenhum recurso de defesa (uma vez que a imprensa não o apoiou), a carreira de Michael começou a sofrer. Para tentar restabelecer a influência de Michael no mercado da música, a Sony investiu pesado em um projeto que consistia no lançamento de dois álbuns, uma turnê mundial e um curta-metragem. A todo o projeto foi dado o nome de "HIStory". Dessa forma, Jackson gravou uma série de canções que foram aproveitadas nos álbum History: Past, Present and Future - Book I e Blood on the dance Floor - HIStory in the Mix e também na turnê HIStory World Tour e no curta-metragem intitulado Ghosts. A primeira delas foi Scream, um dueto com a irmã Janet Jackson, que fez muitos fãs relembrarem os tempos do Jackson 5, por mais que a canção nada tenha a ver com o estilo do grupo formado por Michael e seus irmãos. Na música, Michael envia uma série de respostas a imprensa. Na canção ele se retrata como uma vítima da mídia (mais ou menos como ele fez na canção Leave Me Alone, onde desmentiu os boatos mirabolantes que os tabloides inventavam a seu respeito). Na música ela canta o seguinte trecho:
"Estou farto das injustiças/Você diz que estou errado/Então prove que você está certo."
Janet, que já havia colaborado com Michael na canção P.Y.T (Pretty Young Thing), resolveu participar da música, segundo ela, "por estar cansada de tantos absurdos", referindo-se às acusações de pedofilia contra seu irmão. Na época, Janet classificou a experiência de voltar a trabalhar com o irmão como "divertida" e "interessante".
A música ainda traz uma versão "mais moderna" do new jack swing, estilo musical criado por Michael e Teddy Riley para o álbum Dangerous.
Duas semanas antes de seu lançamento oficial, Scream vazou ilegalmente para as rádios, fato que deixou Michael furioso, uma vez que ele guardava a canção a "sete chaves". Quando Jackson ouviu a música em uma rádio de Los Angeles, telefonou diretamente para a Epic e exigiu uma explicação. Segundos depois, Jackson foi informado de que uma outra estação havia tocado a música novamente, só que dessa vez na Filadélfia. Todos os funcionários da Epic negaram envolvimento com o vazamento ilegal e nunca se soube de que forma e nem quem liberou a música ilegalmente para às rádios. Um remix de Scream, produzido em 1996 para o álbum Blood on The Dance Floor, contem um sample da canção Gone Too Soon, do álbum Dangerous.

### Videoclipe
Um videoclipe de 4:46 minutos foi produzido para promover a canção. Consta no Guinness World Records que esse videoclipe foi o mais caro da história da música. Orçado em cerca de US$ 7 milhões, a despesa vai de US$600.000 o custo de 11 dias a gravação; U$S 175.000 nas luzes; U$S 80.000 gastos no telão;US$40.000 na coreografia; U$S 53.000 nas guitarras Gibson e entre outras despesas foram gastos U$S 5.000.000 nos 11 cenários. O vídeo foi dirigido por Mark Romanek, a história consiste em uma sequência em preto-branco de Jackson e Janet dentro de uma nave espacial vagando pelo espaço. Sozinhos, fugindo da Terra, eles se divertem e relaxavam ao mesmo tempo em que brincam com a ausência da gravidade. É uma referência a reabilitação dos famosos e a fuga da imprensa. O vídeo tem notável influência dos animes japoneses, que vão desde o figurino e ambientação até as expressões físicas dos cantores. Personagens do anime Zillion fizeram parte por alguns segundos do vídeo musical. A conceituada revista Rolling Stones classificou o vídeo como "Contemporâneo e de grande fascínio". O vídeo foi lançado na TV durante uma entrevista concedida por Michael e Lisa Marie Presley, esposa do astro na época, a jornalista Diane Sawyer.

### Performances ao vivo
No MTV Video Music Awards de 1995, Michael performou Scream no medley que chamamos de MTV 1995 Medley ou MTV Medley que continha Don't Stop 'Til You Get Enough, The Way You Make Me Feel, um traço de Jam, um traço de Beat It, uma versão curta de Black or White e outra versão curta de Billie Jean. Esse medley também foi performada na miniturnê MJ & Friends.
Na HIStory World Tour, tinha um setlist que dizia que a música HIStory em um medley que envolviam as músicas Scream e They Don't Care About Us, abriria os shows da turnê. Porém reformularam a setlist e o medley ficou assim: Scream, They Don't Care About Us e In the Closet (versão curta).

### Prêmios
Scream foi nomeado a onze MTV Video Music Award em 1995, mais do que qualquer outro vídeoclipe, e ganhou o "Melhor Vídeo de Dança", "Melhor Coreografia" e "Melhor Direção de Arte". Também foi dado um prêmio Billboard Music de Melhor Vídeo Pop/Rock. Um ano mais tarde, ele ganhou um Grammy de Melhor Videoclipe. Em 2001, a VH1 colocou "Scream", em nono lugar na sua lista das 100 maiores vídeos de música. Em 2011, o vídeo foi votado pelos leitores da Billboard, como o segundo melhor videoclipe da década de 1990.

### Influência
Scream foi um clipe revolucionário e inovou o estilo no anos 1990, como o lançamento do premiado "No Scrubs" do grupo TLC, de "Stay the Night" de IMx e "Walkin' on the Moon" de The-Dream e Kanye West. Essa influência também esteve presente no lançamento de 2008 "Shawty Get Loose" de Lil Mama e Chris Brown. A dupla de cantores brasileiros Sandy & Junior também usaram a influência de Scream para o vídeo de "Enrosca".

### Tributo MTV Video Music Awards
Em setembro de 2009, Janet Jackson interpretou "Scream" no MTV Video Music Awards de 2009 como parte de um medley homenagem a Michael Jackson, que tinha morrido três meses antes. A performance começou depois de um discurso de Madonna, logo depois dançarinos vestidos como o Rei do Pop, dançaram Thriller, Bad e Smooth Criminal. Quando o "Scream" começou a ser exibido na grande tela dançarinos vestindo roupas modernas influenciadas por Jackson e máscaras cirúrgicas tomaram de conta do palco. Quando Michael terminou de cantar na tela, Janet apareceu como se tivesse saído do vídeo e começou a cantar sua parte. Depois de terminado a performance Janet agradeceu aos céus e depois olhou com um rosto enfurecido para a platEia que aplaudia de pé.
Veja abaixo a citação da maquiadora Karen Faye a respeito do tributo:
Eu sei que a maioria de vocês gostaria de saber como eu me senti a respeito do Tributo de ontem à noite… O show em si foi uma bagunça autoindulgente. O Michael praticamente "fez" a MTV. Depois eles o crucificaram: apenas depois de sua morte, eles tentaram o ressuscitar. A única coisa que eu entendi foi o olhar da Janet depois que ela terminou sua performance. Aonde estava o coração de todo mundo quando estavam arrancando o dele? 

## Childhood
Michael novamente chocou o mundo ao afirmar que havia sido maltratado, explorado e humilhado por seu pai durante a infância e a adolescência. Segundo ele, Joseph Jackson costumava assustá-lo quando era criança usando máscaras demoníacas e o espancando quase todos os dias. Quando Michael atingiu a adolescência, Joseph costumava humilhá-lo em público dizendo que ele era "extremamente feio" (e que desse modo ele não devia ser seu filho), e que seu nariz era "assustador, gigantesco, disforme". Em entrevista a Oprah Winfrey, em 1993, Michael afirmou que a situação havia chegado ao extremo dele desmaiar ou vomitar de nervoso só de ouvir a voz do pai.
Childhood (em português: Infância) é uma canção autobiográfica onde Michael relata exatamente isso, os tempos difíceis que passou quando ainda fazia parte do Jackson 5. Na letra da canção, ele aborda questões como o fato de ser uma criança mundialmente famosa e sua turbulenta relação com o pai Joseph Jackson. Segundo Michael, em uma determinada idade ele começou a se sentir abusado pelo pai, que o xingava constantemente e o classificava com termos pejorativos, tal como a imprensa faz nos dias de hoje. Assim como em "She's Out Of My Life", Jackson chora no final da canção.
A canção tem uma melodia baseada em músicas clássicas, estilo que Michael revelou admirar muito. A letra, elogiadíssima tem frases reflexivas:
"Vocês viram a minha infância por aí?/Estou procurando pelo mundo de onde eu venho/Porque eu tenho procurado nos "achados e perdidos" do meu coração/Ninguém me entende…/Eles veem isso simplesmente como estranhas excentricidades/Porque eu continuo brincando por aí/Como uma criança, mas perdoem-me…/As pessoas dizem que sou estranho desse jeito/Porque eu amo coisas tão simples/Tem sido o meu destino compensar-me/Pela infância que eu nunca conheci"
E mais a frente: "Antes de me julgar, tente muito me amar"
Childhood foi escolhida para fazer parte da trilha sonora do filme Free Willy 2: A aventura continua, devido ao sucesso do hit Will You Be There, que fez parte da trilha sonora da primeira versão do filme. A música também foi usada como divulgação da inocência de Michael na acusação de 2003.
| “ | Se você realmente quer saber algo sobre mim, há uma música que é a mais honesta que já escrevi. É a mais autobiográfica que já escrevi. É chamada Childhood. Deveriam escutá-la. É essa que realmente deveriam escutar. | ” |

No encarte do álbum HIStory há um desenho de Jackson como uma criança feito pelo próprio. Ele está encolhido em um canto da sala e olha assustado, agarrado ao cabo elétrico de seu microfone. Em um canto da parede a letra de "Childhood", a outra parede mostra a assinatura de Jackson.

### Videoclipe
O vídeo foi dirigido por Nicholas Brandt (também diretor dos clipes Earth Song e Stranger In Moscow). No videoclipe da canção, Michael está em uma floresta, mais precisamente sentado em um toco de árvore, vestindo roupas que lembram as vestes de crianças pobres. A câmera se desloca das árvores para o céu onde crianças navegam em navios que flutuam entre as nuvens rumo a lua. A temática é baseada no conto de Peter Pan. A história faz uma referência a imaginação das crianças que as permitem voar, e Michael como perdeu sua infância não consegue. O vídeo foi ambientado no Sequoia National Park, nos arredores da cidade de Los Angeles, estado da Califórnia. O vídeo de Childhood tem 4:27 minutos e é completamente diferente do estilo de clips que consagrou Michael, porém não deixa de ser interessante. No vídeo não aparece nenhuma sequência de dança, fato que ele repetiria mais tarde no videoclipe de You Are Not Alone. O elenco conta com participações dos atores mirins do filme Free Willy 2, Jason James Richter e Francis Capra.

## Desempenho nas paradas musicais
| Paradas (1995)                               | Melhor posição |
| -------------------------------------------- | -------------- |
| Austrália Australian Singles Chart           | 2              |
| Áustria Austrian Singles Chart               | 9              |
| Bélgica Ultratop 50 Charts (Flanders)        | 1              |
| Bélgica Ultratop 50 Charts (Wallonia)        | 1              |
| Países Baixos Dutch Singles Chart            | 3              |
| França SNEP Singles Chart                    | 4              |
| Itália FIMI Singles Chart                    | 1              |
| Nova Zelândia RIANZ Singles Chart            | 1              |
| Noruega Norwegian Singles Chart              | 3              |
| Espanha Spanish Singles Chart                | 1              |
| Suécia Swedish Singles Chart                 | 8              |
| Suíça Swiss Singles Chart                    | 2              |
| Reino Unido UK Singles Chart                 | 3              |
| Estados Unidos Billboard Hot 100             | 5              |
| Estados Unidos Billboard Hot R&B Singles     | 2              |
| Estados Unidos Billboard Hot Dance Club Play | 1              |
| Paradas (2009)                               | Melhor posição |
| Suíça Swiss Singles Chart                    | 93             |
| Reino Unido UK Singles Chart                 | 70             |

### Tabelas de fim de ano
| Paradas (1995)                   | Melhor posição |
| -------------------------------- | -------------- |
| Estados Unidos Billboard Hot 100 | 56             |